# Бой при Букобе
Бой при Букобе (англ. Battle of Bukoba) — первая победа войск Антанты в Германской Восточной Африке, которая произошла после разрушительных сражений у Танга и Яссин.

## Ход боя

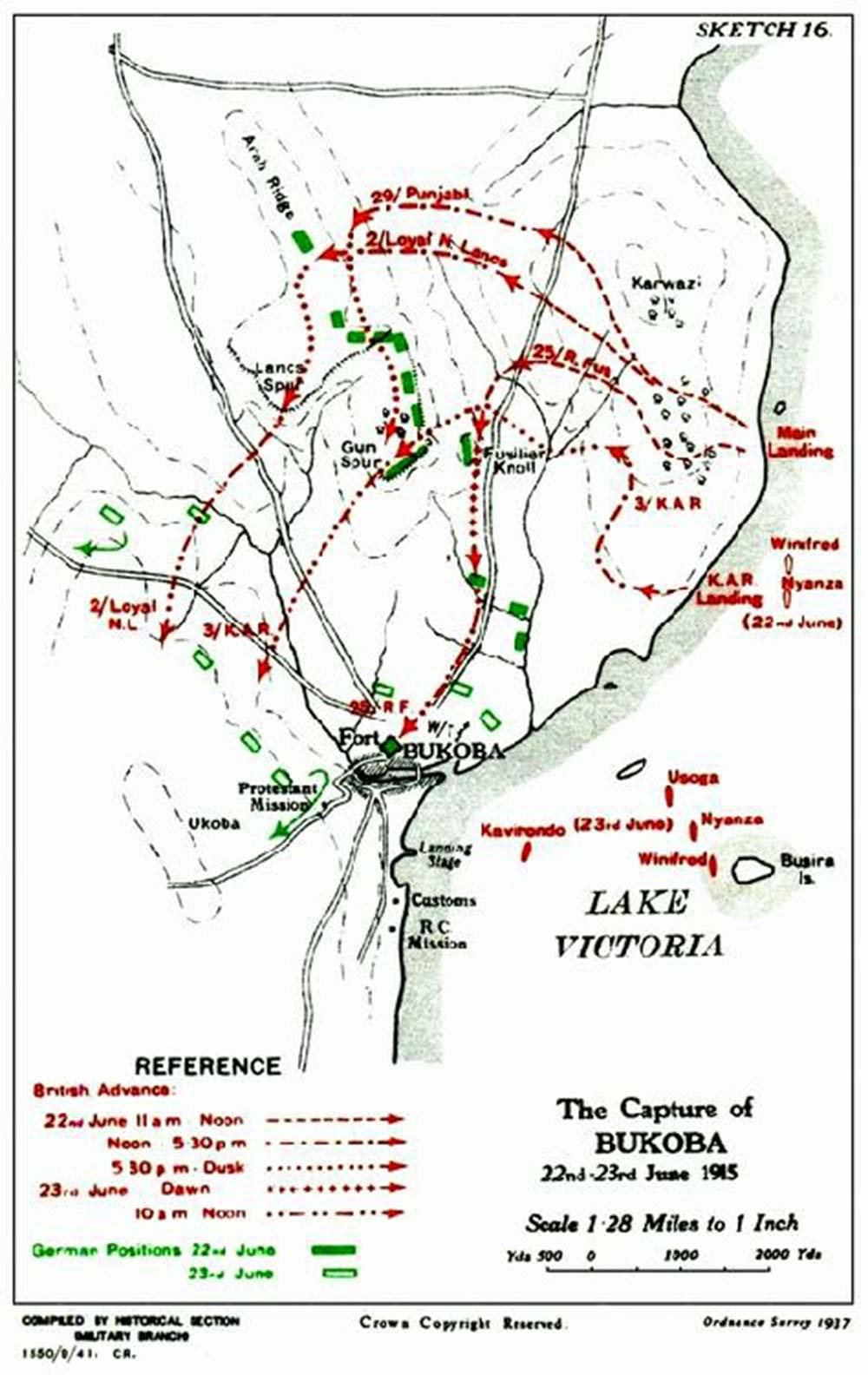
Карта боя

Целью британцев было уничтожение беспроводной германской радиостанции в Букобе. Так как Букоба расположена на берегу озера Виктория, было решено, что налет должен принять форму десантной операции.
Рейд стартовал 21 июня 1915 года из Кисуму, в Британской Восточной Африке. Среди войск, выбранных для атаки, были солдаты полка Северного Ланкашира и Королевских Фузилёров, более известного под своим названием «25-й пограничный батальон». Это необычное подразделение было создано полковником Дэниелом Патриком Дрисколлом во время Второй англо-бурской войны как нерегулярная группировка, черпающая силы в основном из добровольцев. Множество местных охотников были набраны в отряд Дрисколла.
При подходе к Букобе нападавшие случайно попали в большое болото и были прижаты к нему ожесточенным винтовочным и пулемётным огнём с немецких позиций. Однако они смогли выбраться с помощью капитана Майнерцхагена. Британская бомбардировка при поддержке кораблей оказала давление на немецких защитников. Бои в городе продолжились два дня. Около 12:00 23 июня немцы начали отход и организованно отошли к холмам к западу от Букобы. Британцы вошли в город. Австралийский член группы лейтенант Уилбур Дартнел забрался на самый верх ратуши и снял германское императорское знамя как символический жест победы.

## Результаты
Форт Букоба и беспроводная радиостанция были разрушены, англичане также захватили в качестве трофея винтовки и 32 000 патронов. Из-за их статуса как «нерегулярных сил», пограничники получили разрешение грабить город. Это предсказуемо превратилось в бедствие, с грабежами и сжиганием домов, что инцидент стал известен как «Разграбление Букобы». Британское верховное командование объявило о великой победе и скрывало факт грабежей. Цель рейда, разрушение беспроводной станции, была контрпродуктивна для англичан, поскольку лишала их возможности перехвата немецких передач. Букоба была оставлена британцами.
24 июня фон Штюмер вернулся со своими людьми и обнаружил Бокубу полностью разрушенной. Местного вождя по имени Нтале обвинили в разрушениях и грабежах, и он был публично повешен перед почтовым отделением.